# Eleuterio Dorado Lanza
Eleuterio Dorado Lanza (m. 1986) va ser un polític i empresari espanyol.

## Biografia
Va arribar a pertànyer al Cos especial d'ajudants comercials de l'Estat, treballant per al Ministeri de Comerç. Militant d'Izquierda Republicana (IR), després de l'esclat de la Guerra civil es va unir a les forces republicanes. Posteriorment va passar a formar part del comissariat polític de l'Exèrcit Popular de la República. Al llarg de la contesa va exercir com a comissari de les brigades mixtes 16a i 75a, així com de la 54a Divisió, arribant a participar en la campanya de Llevant i altres batalles.
Al final de la contesa va ser capturat pels franquistes i processat, perdent el seu lloc en l'administració de l'Estat. No obstant això, durant la Dictadura franquista Eleuterio Dorado va desenvolupar la seva carrera en el sector privat, on arribaria a ser director gerent de les empreses Central Ibérica de Drogas i Productor General de Perfumería.
Va morir a Madrid el 5 de juliol de 1986.